# Georgia Davies
Georgia Davies (Londen, 11 oktober 1990) is een zwemmer uit het Verenigd Koninkrijk.
In 2010 en 2014 nam Davies deel aan de Gemenebestspelen. In 2014 behaalde ze een gouden medaille op de 50 meter rugslag.
Op de Olympische Zomerspelen in Londen van 2012 nam Davies deel aan de 100 meter rugslag.
Vier jaar later op de Olympische Zomerspelen van Rio de Janeiro in 2016 nam ze deel aan de 100 meter rugslag en de 4x100 meter wisselslag.
In 2018 zwom Davies in Glasgow het Europees record op de 50 meter rugslag langebaan. Met het estafette-team zwommen ze ook een Europees record op de 4x100 meter wisselslag.